# 全日报
《全日报》，是全日报传媒有限公司发行的葡萄牙中葡双语报纸，是該國首份中葡双语刊物，也是该地区最主要的中文报纸之一。它于2014年12月15月创刊发行，读者目前主要为葡萄牙地区华人、侨民及游客。同时也会为驻葡中国政府机构和企业，以及葡萄牙全国市政部门机构提供读物。该报在全葡发行，总部位于里斯本，为半月刊。 
《全日报》员工由中葡两国员工组成，专注于中葡之间的文化、消费、商贸往来等领域，同时兼顾为在葡华人、侨民以及游客提供资讯。